# Whatcha Doin' Today
"Whatcha Doin' Today" (em coreano:  오늘 뭐해) é uma canção do girl group sul-coreano 4Minute. Foi composta e produzida por Brave Brothers. O single foi lançado como faixa principal do quinto mini-álbum do grupo, intitulado 4Minute World, em 17 de março de 2014, através da Cube Entertainment.

## Promoção e lançamento
Em 7 de março, a Cube Entertainment lançou uma imagem teaser do grupo. A imagem mostra as garotas posando para um abraço coletivo na frente do que parece ser um carrossel em um parque temático. Em 8 de março, "What Are You Doing Today?" foi confirmado como single principal. A página Soundcloud da Cube Entertainment publicou clipes de cada uma das integrantes perguntando a alguém se eles estão livres hoje e se eles estariam dispostos para uma xícara de café, sair, ir a um encontro ou ir ver um filme.
Em 10 de março, Cube anunciou que anunciou que lançaria uma série diária de uma semana com imagens do grupo de partilhando suas atividades diárias, com a primeira entrada do diário a ser lançado naquele dia. Estas imagens mostram as meninas comendo em um pub. A segunda entrada do diário mostrou as meninas se divertindo no rio Han. O terceiro tinha as garotas vestidas para uma festa de pijamas, enquanto o quarto mostrou elas juntas em uma cabine de fotos. No quinto dia, elas passaram em um parque de diversões.

## Vídeo musical
Em 14 de março, o primeiro teaser foi lançado. Em 15 de março, o segundo teaser foi lançado. Allkpop descreve o vídeo como "HyunA mostra alguns movimentos sensuais enquanto as outras integrantes adicionam alguns elementos cômicos. Todas e todo o videoclipe parecem que será uma brincadeira hilária."
O vídeo musical foi lançado em 16 de março sob o título "오늘 뭐해 (Whatcha Doin' Today)" Allkpop descreve-o como "o vídeo musical abraça o estilo cool e hip do 4Minute, mostrando os seus temas coloridos com uma música viciante que é certo que obterá os seus fãs e ouvintes casuais no gancho."

## Apresentações
O grupo promoveu a canção em diversos programas musicais coreanos, junto com a faixa "Wait A Minute". Os programas incluíram o Music Bank da KBS, Show! Music Core da MBC, Inkigayo da SBS e M! Countdown da Mnet, de 20 a 23 de março.

## Recepção
"Whatcha Doin' Today" alcançou o primeiro lugar em nove diferentes paradas musicais coreanas após o seu lançamento.

## Desempenho nas paradas
| Parada                      | Melhor posição |
| --------------------------- | -------------- |
| Gaon Digital chart          | 1              |
| Gaon Streaming chart        | 9              |
| Gaon Download Singles chart | 2              |
| Gaon BGM chart              | 5              |
| Gaon Mobile Ringtone chart  | 13             |
| Billboard K-Pop Hot 100     | 4              |

## Créditos
- Jihyun - vocais
- Gayoon - vocais
- Jiyoon - vocais, rap
- Hyuna - vocais, rap
- Sohyun - vocais
- Brave Brothers - produção, composição, arranjo, música
- Elephant Kingdom - arranjo, música